# Nina Hartley
Nina Hartley, geboren als Marie Louise Hartman (Berkeley, Californië, 11 maart 1959) is een Amerikaanse pornoactrice.
Hartley begon haar carrière in pornofilms in 1984 toen ze speelde in de film Educating Nina, die werd geproduceerd door de voormalige pornoactrice Juliet Anderson, beter bekend als Aunt Peg. Daarna verscheen ze in ruim vierhonderd films. Het bekendst werd ze door haar scènes in lesbische en anale seks. In 1997 maakte Hartley een tijdelijke overstap naar Hollywood, waar ze een rol kreeg in de film Boogie Nights, waarin ze de rol van een pornoactrice speelde.
Samen met haar collega Ona Zee maakte Hartley haar opwachting in The Oprah Winfrey Show, waarin ze openlijk over haar acteercarrière vertelde, met een hoop boegeroep, voornamelijk van de vrouwelijke bezoekers aan het programma. Ze deinsden echter niet terug, deden hun verhaal en vertelden tevens over hun afkeer tegen het gebruik van illegale drugs in de porno-industrie.
Ze was in de jaren 90 tevens een keer te gast in Oprah's programma, toen zij samen met een echtpaar verslag deed van hun samenleving in een driehoeksverhouding.
In navolging op haar acteercarrière schreef ze enkele seksgidsen waarin de onderwerpen varieerden van seksuele penetratie en voorspel tot anale seks en bondage.
Hartley komt openlijk uit voor haar biseksualiteit en had meer dan twintig jaar lang naast haar huwelijk een relatie met een vriendin.

## Onderscheidingen
- AVN Hall of Fame
- XRCO Hall of Fame

## Publicaties
- Nina Hartley's Guide to Total Sex (2006), Avery Publishing
- Asa Akira (red.) - Asarotica, (2017), Cleis Press (bijdrage)
- Introduction to Kink (2019), Mango Garden Press - met Ernest Greene en Carl Frankel